# ヤロビ農法
ヤロビ農法（ヤロビのうほう）は、ソ連の育種家イヴァン・ミチューリンの育種法を基礎に、日本各地の農業生産者に広まった農業技術全般のこと。ミチューリン農法、ミチューリン農業ともよばれる。ヤロビとはロシア語のヤロビザーツィヤ（春播にする、春化の意味）の略語。
日本では、1950年前後から1950年代半ばにかけて、ルイセンコの学説とともに紹介され、ルイセンコ論争の中で注目され、先進的な農法として普及された。

## 普及から衰退へ
日本語でこの農法が紹介された最も早い文献の一つに、『シベリアに於けるミチューリン主義者達の実験』（エヌ・ア・リザヴエンコ編、満鉄調査部訳、1939年、産業調査資料第48編）がある。
戦後では、『ソヴェート農業の進歩とその指導者』（ホロードヌイ著、機械制作資料社、1947年）、『ミチューリン群島 ソ聯農業の進歩とその指導者』（ホロードヌイ著、吉沢孫兵衛訳、資料社、1948年）が最も早い。

### ソ連の科学の信奉者から増収を望む農民へ
農法は、ソ連やスターリンの崇拝とも結びつき、ルイセンコ論争を背景に、徳田御稔京都大学講師（後に同大助教授・日本ミチューリン会副会長）、民主主義科学者協会生物学部会会員らを中心に半ば教条的に伝播されるだけでなく、品種改良を望む農業生産者にも積極的に受け入れられた。
この農法で成功したという長野県の下伊那ミチューリン会が1953年に手引書を刊行するなど、普及の中心的な役割を果たした。ミチューリンの業績を巧みに利用したルイセンコの学説がルイセンコ論争で注目される中で、ナウカや理論社などから様々な文献が刊行された。
各地にヤロビ農法による米・麦の増収が伝えられ、1954年には日本ミチューリン会という組織まで作られた。内灘闘争で有名になる石川県の内灘村の砂丘地帯でも青年たちの手でヤロビ農法による砂丘の緑化が部分的に進められていた。

### 農民組合と社会党の国会議員たち
主として日本共産党、労働者農民党、社会党再建全国連絡会の系統に属していた日本農民組合（日農）統一派も、この農法を推進した。
1954年8月21日から開催された日本農民組合（日農）統一派第8回大会では、日本ミチューリン会の代表が総評、日本共産党、労働者農民党等とともに挨拶し、運動方針では、ミチューリン農法を「農民の自主的な技術」と位置づけ、普及促進が方向づけられた。
1950年代の半ばから1960年代の初めにかけて、国会では、主に日本農民組合などの農民運動と関わりの深い日本社会党の淡谷悠蔵、足鹿覚、中沢茂一、門司亮、吉田法晴が農法を有効なものとして取り上げ、政府に対して支援や研究に取り組むことを求めた。また、足鹿と革新系の参議院議員の羽仁五郎はミチューリン農法に取り組む農家に対する警察による調査や干渉を止めるよう求めた。

### 与党議員、政府関係者
ヤロビ農法の支持者、信奉者は、当時、ソ連を理想の国としていた日本共産党の党員・支持者や左翼のみにとどまらなかった。1953年10月3日の第16回国会・衆議院農林委員会では、改進党の吉川久衛議員が下伊那ミチューリン会・菊池謙一の取り組みに言及し、「取上げたらいい」「危険視する必要はない」と保利茂農林大臣に訴えている。
1956年9月27日、衆議院文教委員会で清瀬一郎文部大臣は、「ミチューリンの説は大へん参考になりました」と発言した。

### 効果への疑問
1953年10月17日の第16回衆議院農林委員会に参考人として出席した、戸苅義次東京大学農学部教授は、麦はもともと低温に遭遇しないと穂ができないという性質をもつことを認めながら、一方で、北海道の一部で作られている春まき麦は、低温に遭遇しなくても育成できることにも言及している。こうしてヤロビ農法をまっこうから否定しないまでも、「大きい効果をもたらしていない」との判断を示している。
1954年2月27日の第19回国会・衆議院農林委員会で、塩見友之助農業改良局長は、ヤロビ農法が注目されるようになってから、日本の農事試験場でも試験が行われ、秋まき性の麦が春まきにできることが判明したことを明らかにしている。同時に、従来の「芽出し」以上に春化処理をやった種子が優れているという結果が出ていないことも明確にした。ジャガイモに光を当てる栽培法についても、北海道大学農学部の島善鄰が戦後直後に取り組んでいることを明らかにしている。事実、すでに1946年には島善鄰・伊藤正輔共著『馬鈴薯の浴光催芽法 : 早掘栽培法』という書籍が出版されている。
以上のようにヤロビ農法は、秋まき性の麦が春まきにできることを日本の農業生産者に知らしめ、春まき麦への注目や温度管理の必要性への着目、既存の栽培法の普及・導入のきっかけにもなったが、それ自体ではさしたる効果を上げなかったことや、スターリン批判とルイセンコの失脚で、衰退した。

## 衰退後
農法が空疎なルイセンコ論争の加熱に後押しされて普及していたものの、農業生産者の注目は、改良種子の開発などに集まっていたため、ミチューリンの育種法の中で推進された、混合花粉受粉法、栄養接木雑種法は、積極的な意味をもつものとしてとらえられ、現在でも無視できない農業技術として知られている。
また、ヤロビザーツィヤ（春化）処理は、ルイセンコの非科学的な遺伝理論の中心的な根拠となったものであったにもかかわらず、もともと一定の品種については、発芽した種子が開花するには一定期間の低温が必要であるため、有効な場合があることが認められ、「バーナリゼーション」として一般化され、園芸用語の一つとなっている。
ミチューリンについては、日本農業生物学研究会が1965年から1985年にかけて「ミチューリン生物学研究」という研究誌を刊行した。
日本ミチューリン会は「農の会」と名称を変えて活動を続け、2004年にはピーマンとトウガラシを接木して赤ピーマンの新品種を開発したのをはじめ、有機栽培促進運動や遺伝子組み換え作物への反対運動などに取り組んでいたが、2020年1月12日の「農の会終わりの会」開催をもって解散した。